# Solaro (tejido)

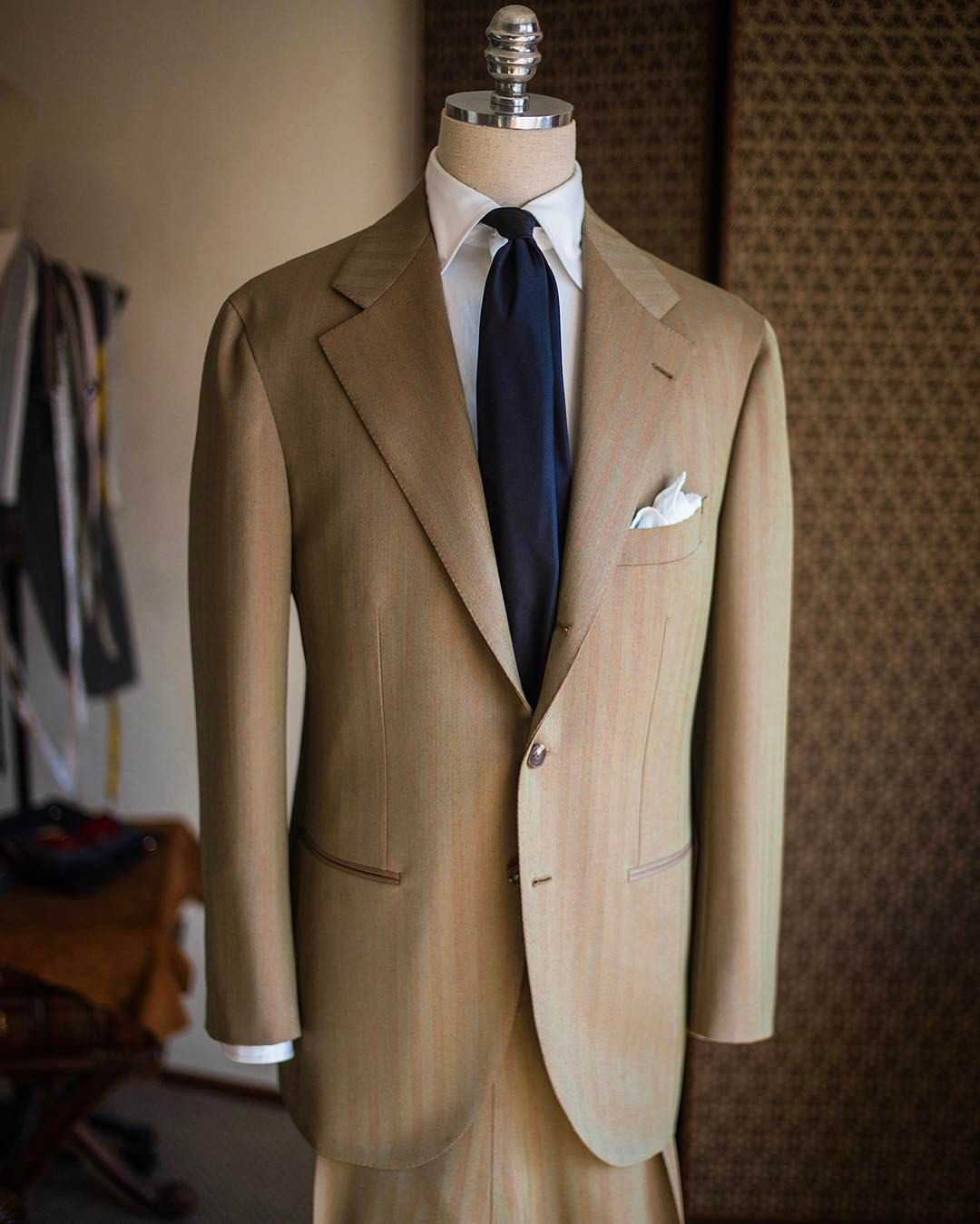
Traje recto con tejido Solaro

Solaro es un tipo de tejido confeccionado con lana worsted, un tipo de lana proveniente de Worstead, Norfolk, patentado y fabricado en Inglaterra por Smith Woollens (actualmente perteneciente al grupo textil Harrisons of Edinburgh). Se presenta en un reconocido tejido de espiga o espina de pez de color beige caqui iridiscente, aunque observado en detalle, el tejido presenta tonos anaranjados, rojizos y verde oliva. Su uso se considera apropiado para climas cálidos, primavera y verano.
Solaro debe su invención al científico anglo-italiano Louis Westenra Sambonn, de la Escuela de Higiene y Medicina Tropical de Londres (London School of Hygiene & Tropical Medicine), quien en 1907 desarrollo el Solaro como tejido técnico ligero para proteger a los soldados británicos de la exposición a los rayos UV en climas tropicales. A principios del siglo XX se atribuían efectos negativos tales como enfermedades mentales y trastornos psicológicos a la exposición prolongada a los rayos UV. La confección de uniformes con Solaro dio el característico tono beige a las milicias británicas, que usaban el reverso del tejido, de tono rojizo, para forrar los cascos.
Smith Woollens fabrica y distribuye Solaro en exclusiva desde 1931, aunque existen otros tejedores que fabrican productos similares en cuanto a composición, textura y calidad. Tradicionalmente en color beige, actualmente se fabrica en otros colores, siendo los más polulares el verde y el azul.
Solaro ha trascendido el uso militar para convertirse en un icono de la sastrería clásica, popularizado por personalidades como Gianni Agnelli o Luca Cordero di Montezemolo.